# Matteo Coppini
Matteo Coppini (ur. 5 maja 1989 w Terni) – sanmaryński piłkarz włoskiego pochodzenia występujący na pozycji pomocnika, reprezentant San Marino w latach 2010–2016.

## Kariera klubowa
Karierę na poziomie seniorskim rozpoczął w 2006 roku we włoskim klubie Polisportiva Campitello (Eccellenza Umbria), dla którego w sezonie 2006/07 rozegrał 4 spotkania. W 2007 roku wypożyczono go do ASD Massa Martana, gdzie zaliczył 1 występ w Eccelenza Umbria. W sezonie 2007/08 był graczem Narnese Calcio, w którego barwach rozegrał ligowe 2 spotkania i na zakończenie rozgrywek spadł z Serie D. Latem 2008 roku Coppini przeszedł do Atletico Montecchio. Przez dwa sezony występował z tym klubem na poziomie Promozione Umbria. W październiku 2010 roku powrócił do Polisportiva Campitello (Promozione Umbria). W sezonie 2011/12 występował w barwach tego zespołu w Eccellenza Umbria.
Przed sezonem 2013/14 Coppini przeszedł do Strettura '87 Calcio, gdzie spędził jedną rundę, grając w Promozione Umbria. W grudniu 2013 roku został piłkarzem drużyny ASD Amerina 1950. W sezonie 2013/14 wystąpił z tym klubem w barażu o utrzymanie w Promozione, w którym Amerina wywalczyła pozostanie w lidze. W 2017 roku ponownie był zawodnikiem Polisportiva Campitello (Promozione). W styczniu 2018 roku powrócił do ASD Amerina 1950. Pół roku później awansował z tym klubem do Promozione Umbria, po czym zakończył karierę.

## Kariera reprezentacyjna
W latach 2009–2010 Coppini zanotował 6 występów w reprezentacji San Marino U-21 podczas eliminacji Mistrzostw Europy 2011. Jego debiut miał miejsce 4 września 2009 w przegranym 0:6 spotkaniu z Niemcami w Akwizgranie.
We wrześniu 2010 roku otrzymał od selekcjonera Giampaolo Mazzy pierwsze powołanie do seniorskiej reprezentacji San Marino na mecze eliminacji Mistrzostw Europy 2012 z Węgrami i Mołdawią. 12 października 2010 zadebiutował w przegranym 0:2 spotkaniu przeciwko Mołdawii w Serravalle, kiedy to wszedł na boisko w 81. minucie, zmieniając Paolo Montagnę. Ogółem w latach 2010–2016 zaliczył w drużynie narodowej 14 gier, nie zdobył żadnej bramki. Wszystkie spotkania zakończyły się porażką San Marino.

## Życie prywatne
Jest synem Sanmarynki i pochodzącego z Umbrii Włocha Angelo Coppiniego. Ma brata Andreę i siostrę Micaelę. W 2009 roku otrzymał obywatelstwo sanmaryńskie. Wraz z ojcem i rodzeństwem prowadzi firmę Oleificio Coppini Angelo, produkującą olej z oliwek.